# شخض كاليفورني
شخض كاليفورني (الاسم العلمي: Justicia californica) هو نوع من النباتات يتبع جنس الشخض من الفصيلة الأقنتية.